# IC 3340
IC 3340 — галактика типу SBab () у сузір'ї Волосся Вероніки.
Цей об'єкт міститься в оригінальній редакції індексного каталогу.